# Profesor Real de Física de Cambridge
El Profesorado Real de Física es uno de los decanos profesorados de la Universidad de Cambridge, fundado por Enrique VIII de Inglaterra en 1540. "Física" es un antiguo apelativo de medicina, no de física.

## Profesores Reales de Medicina
- John Blyth (1540)
- John Hatcher (1554)
- Henry Walker (1555)
- Thomas Lorkyn (1564)
- William Ward (1591)
- William Burton (1596)
- John Gostlyn (1623)
- John Collins (1625)
- Ralph Winterton (1635)
- Francis Glisson (1636)
- Robert Brady (1677)
- Christopher Green (1700)
- Russell Plumptre (1741)
- Isaac Pennington (1793)
- John Haviland (1817)
- Henry John Hayles Bond (1851)
- George Edward Paget (1872)
- Thomas Clifford Allbutt (1892)
- Humphry Davy Rolleston (1925)
- Walter Langdon-Brown (1932)
- John Alfred Ryle (1935)
- Lionel Ernest Howard Whitby (1945)
- Joseph Stanley Mitchell (1957)
- William John Hughes Butterfield, Baron Butterfield (1975)
- Keith Peters (1987)
- Patrick Sissons (2005)

- Datos: Q2138671